# خدمات سرمایه‌ای
در علم اقتصاد، خدمات سرمایه به یک شاخص زنجیره‌ای از جریان‌های خدماتی اشاره دارد که از موجودی دارایی‌های فیزیکی و نرم‌افزار به دست می‌آید. این دارایی‌ها عبارتند از هماهنگی، تجهیزات، نرم‌افزار، سازه، زمین و موجودی. خدمات سرمایه‌ای به عنوان میانگین موزون درآمد سرمایه از نرخ رشد هر دارایی برآورد می‌شود. خدمات سرمایه‌ای با سهام سرمایه متفاوت است زیرا دارایی‌های کوتاه‌مدت مانند تجهیزات و نرم‌افزار خدمات بیشتری را در هر واحد سهام نسبت به دارایی‌های با عمر طولانی مانند زمین ارائه می‌دهند. برخلاف کالاهای سرمایه‌ای، خدمات سرمایه‌ای متعلق به شخص یا گروهی از افراد است که آن‌ها را ارائه می‌دهند.